# Эль-Кабу
Эль-Кабу (араб. القبو‎) — небольшой город на западе Сирии, расположенный на территории мухафазы Хомс. Входит в состав района Телль-Ду. Является центром одноимённой нахии.

## Географическое положение
Город находится в северо-западной части мухафазы, к западу от реки Эль-Аси, к востоку от хребта Джебель-Хелу, на высоте 508 метров над уровнем моря.

Эль-Кабу расположен на расстоянии приблизительно 20 километров (по прямой) к северо-западу от Хомса, административного центра провинции и на расстоянии 142 километров к северо-северо-востоку (NNE) от Дамаска, столицы страны.

## Население
По данным официальной переписи 2004 года численность населения города составляла 4870 человек (2440 мужчин и 2430 женщин). Насчитывалось 844 домохозяйства. В конфессиональном составе населения преобладают алавиты.

## Транспорт
Ближайший гражданский аэропорт — Международный аэропорт имени Басиля Аль-Асада.